# Gliese 867

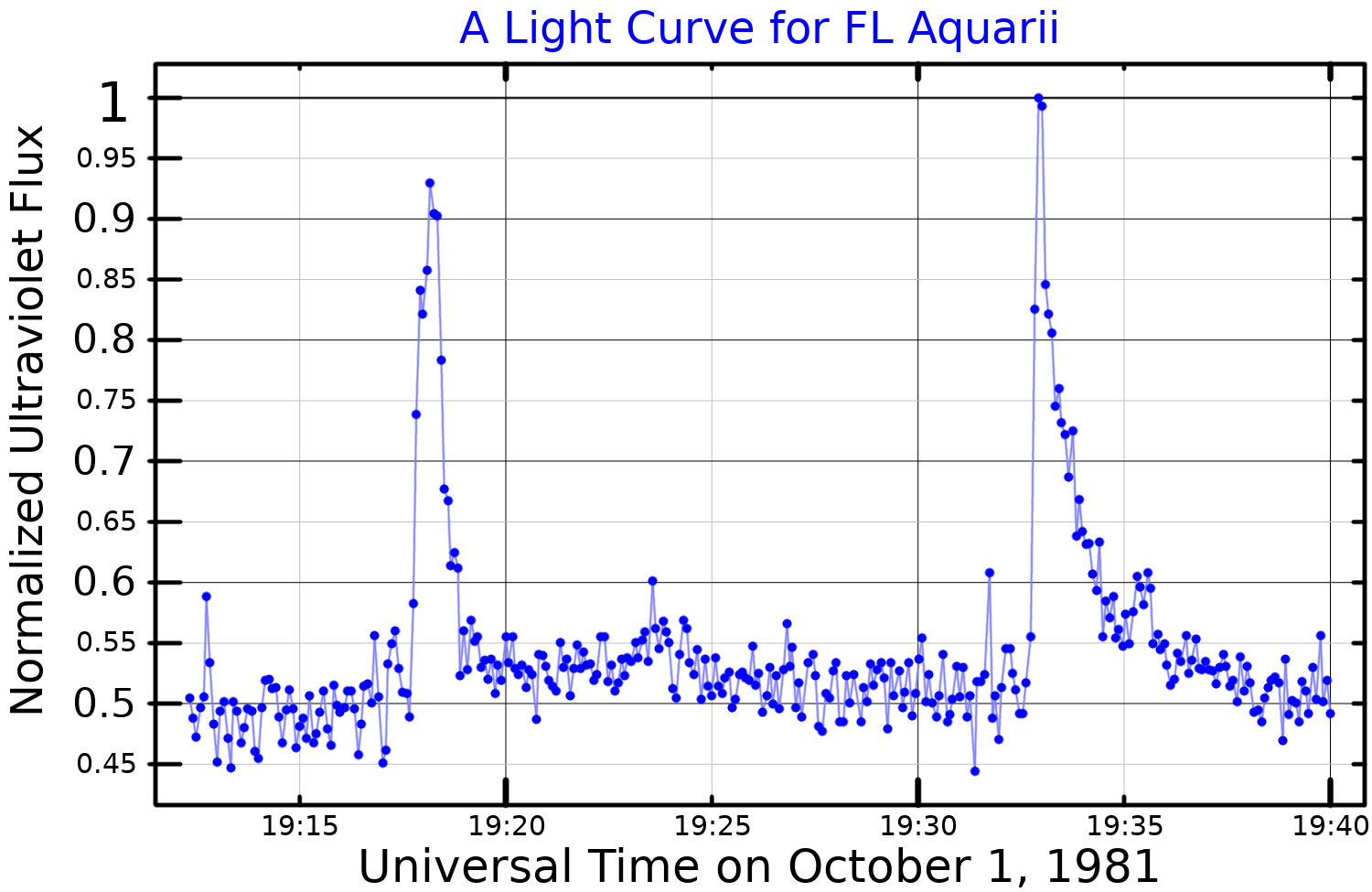
Lichtkromme van Gliese 867B

Gliese 867 is een viervoudige ster, bestaande uit twee dubbelsterren, Gliese 867A (FK Aqr) en Gliese 867B (FL Aqr) met een spectraalklasse M0.Vep en M3.5V. De ster bevindt zich 28,9 lichtjaar van de zon.